# Pomnik Carla von Clausewitza
Pomnik Carla von Clausewitza (niem. Carl von Clausewitz Denkmal) – pomnik ku czci pruskiego teoretyka wojny, generała i pisarza Carla von Clausewitza, który znajdował się we Wrocławiu w Parku Słowackiego. Zburzony po 1945 roku.

## Historia
Kamień węgielny pod pomnik ku czci Carla von Clausewitza położono 1 lipca 1906 r. w 126 rocznicę urodzin generała. Odsłonięty został 9 września 1906 r. na rogu al. Słowackiego-ul. Krasińskiego (dawny Cmentarz Garnizonowy). W 1926 r. w związku z budową nowego gmachu poczty przeniesiony do Parku Słowackiego.  Pomnik zburzono po 1945 r.

## Projekt i wymowa
Pomnik był wykonany z różowego, szwedzkiego granitu i znajdował się na nim medalion z brązu z płaskorzeźbą-popiersiem Clausewitza, otoczonym wieńcem laurowym (wykonawcą medalionu był rzeźbiarz Nikolaus Friedrich).  Obelisk stał na postumencie ozdobionym girlandami i wieńcami z brązu (dwa z nich były darem Cesarskiej Armii Japońskiej), projektu architekta Rudolfa Zahna.